# Otoyol 4
Pour les articles homonymes, voir O4.
L'autoroute O4 relie les villes d'İstanbul à Ankara en Turquie. Elle passe par d'autres villes importantes comme İzmit, Adapazarı, Düzce ou Bolu. Elle est ébauchée sur six voies (2x3). L'autoroute fait partie de l'Asian Highway AH1.
L'autoroute couvre cinq tunnels, dont le Tunnel du Mont Bolu (ouvert fin 2006). Ce dernier fait partie de l'un des tunnels autoroutiers de Turquie les plus sûrs et mesure 2 954 mètres (soit le deuxième plus grand tunnel autoroutier turc). Il faisait également partie des 27 derniers kilomètres de l'autoroute O4 en construction depuis 1994 (Kaynaşlı - Abant).